# Boeing XPBB Sea Ranger
Boeing XPBB Sea Ranger byl americký dvoumotorový hornoplošný, hlídkový, létající člun z období druhé světové války.

## Vznik
Před vstupem USA do války si  námořní letectvo uvědomovalo potřebu hlídkových letadel s dlouhým doletem. Na základě této potřeby objednalo 29. června 1940 u společnosti Boeing prototyp velkého dálkového hlídkového létajícího člunu XPBB-1. Stavba letounu započala v továrně v Seattlu, ale po podepsání smlouvy na sériovou výrobu 57 strojů kapacita závodu již nestačila. Speciálně pro výrobu XPBB-1 vznikl nový závod u Rentonu ve státě Washington financovaný vládou USA, kam byl na speciální bárce dopraven téměř hotový prototyp. 
První vzlet, který provedl zalétávací pilot Boeingu E. Allen, proběhl 9. července 1942. Během zkoušek však bitva u Midway zastavila postup japonského námořnictva a dálkové průzkumné lety začala provádět vícemotorová dálková letadla z pozemních základen. Zakázka na sériovou výrobu byla zrušena a závod v Rentonu byl předán USAAF pro výrobu bombardérů B-29 Superfortress.

## Popis konstrukce
Letoun byl vybaven dvěma dvouhvězdicovými osmnáctiválcovými motory Wright R-3350-8 Double Cyclone umístěnými v křídle s pololaminárním profilem. Vrtule byly trojlisté stavitelné. Na křídle byly také umístěny pumovnice se závěsy na dvacet pum po 453 kg. Trup byl vybaven nádržemi o celkové kapacitě 36 245 l paliva pro dlouhý dolet, který mohl trvat až 72 hodin. Posádka byla dvacetičlenná, aby se při takto dlouhých letech mohla střídat.
Ve věžích na přídi a zádí trupu a ve hřbetní střelecké věži byly umístěny dvoukulomety, po jednom kulometu pak v kapkovitých bočních střelištích. Dohromady tedy letoun disponoval osmi kulomety Browning .50 ráže 12,7 mm.

## Použití
Prototyp byl v říjnu 1943 poslán na námořní základnu Naval Air Station v Patuxent River v Marylandu, kde probíhaly další zkoušky. Díky jeho výborným letovým vlastnostem se uvažovalo o výrobě u jiné společnosti, k čemuž ale nakonec nedošlo. Po skončení testů sloužil letoun k výcviku posádek US Navy a ke zkouškám různých motorů a přístrojů. Pro nedostatek náhradních dílů byl v roce 1947 uskladněn na Norfolk Air Station ve Virginii.

## Specifikace

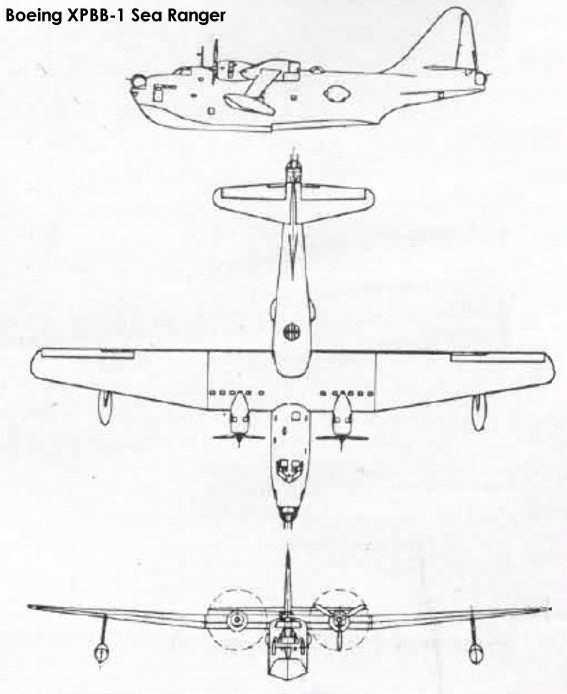
Boeing XPBB-1

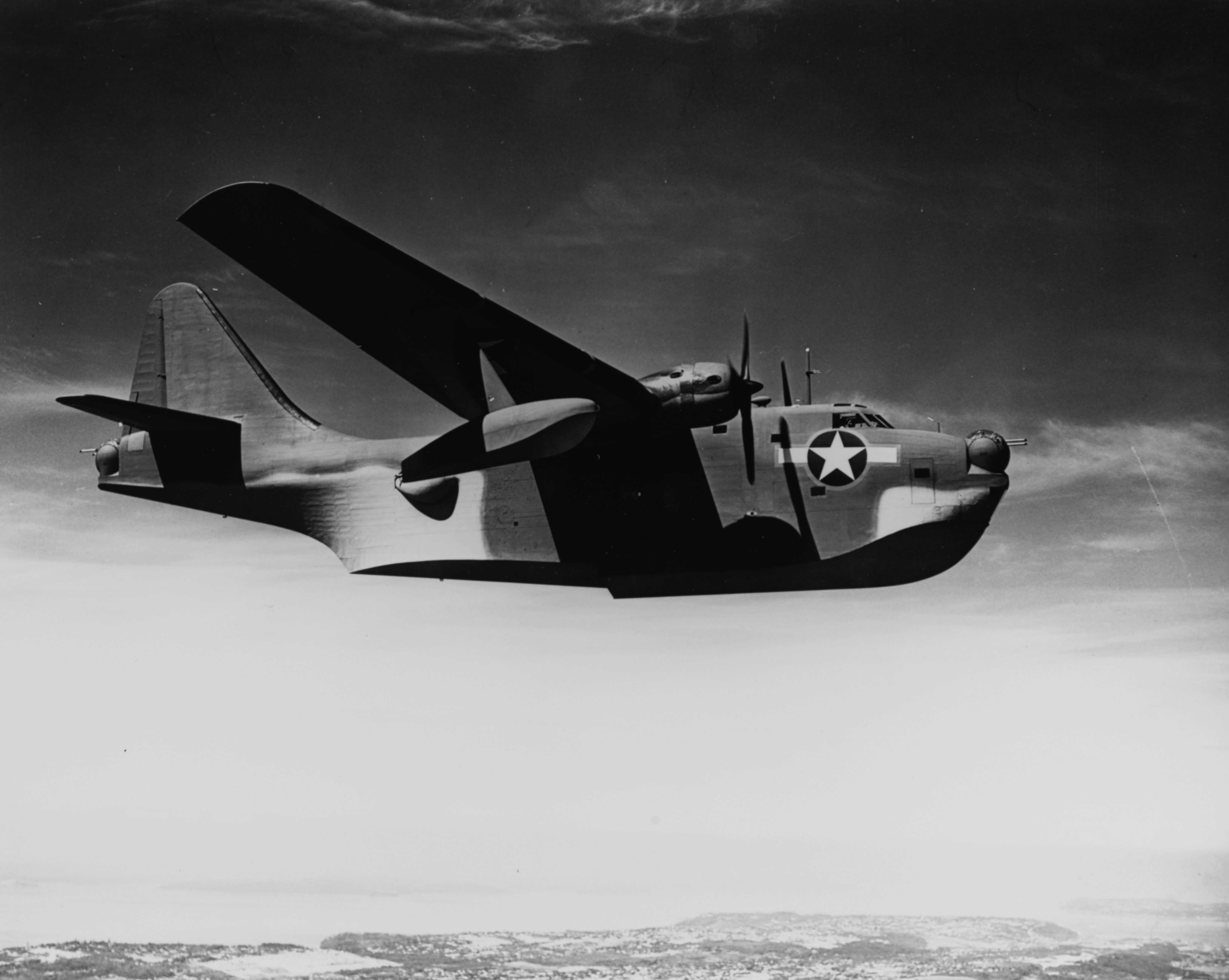
Boeing XPBB-1 Sea Ranger, 1943

Údaje dle

### Technické údaje
- Rozpětí: 42,58 m
- Délka: 28,88 m
- Výška: 10,41 m
- Nosná plocha: 169,70 m²
- Hmotnost prázdného letounu: 18838 kg
- Vzletová hmotnost:
  - normálně: 28125 kg
  - s přetížením: 45870 kg
- Pohonná jednotka: 2 ×  Wright R-3350-8 Double Cyclone
- Výkon pohonné jednotky: 2300 k

### Výkony
- Max. rychlost:
  - u země: 344 km/h
  - ve 4330 m: 367 km/h
- Cestovní rychlost: 254 km/h
- Hlídková rychlost: 204 km/h
- Dostup:
  - normálně: 5780 m
  - maximálně: 6825 m
- Dolet:
  - normálně: 6830 km
  - maximálně: 10140 km
- Stoupavost u země: 5 m/s

### Výzbroj
- 8 × kulomet Browning .50 ráže 12,7 mm
- max. 9060 kg pum